# Carex treverica
Carex treverica är en halvgräsart som beskrevs av Heinrich Carl Haussknecht. Carex treverica ingår i släktet starrar, och familjen halvgräs. Inga underarter finns listade i Catalogue of Life.